# Ipanema

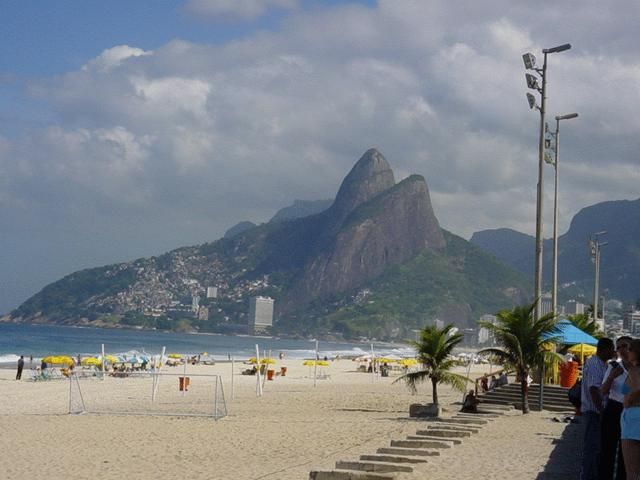
Widok z plaży Ipanema

Ipanema – dzielnica w południowym Rio de Janeiro, w której znajduje się plaża będąca przedłużeniem plaży Copacabana.